# Земземи, Моатаз
Моатаз Земземи (араб. معتز زمزمي‎; род. 7 августа 1999 года, Тунис (город), Тунис) — тунисский футболист, полузащитник клуба «Клуб Африкен». Выступал за сборную Туниса.

## Клубная карьера
Моатаз Земземи начал свою профессиональную карьеру в команде «Клуб Африкен», будучи её воспитанником. Сыграв свой первый дебютный матч 10 апреля 2016 года, в матче против «Эсперанс Джарджиз», окончившийся ничьёй 1:1.
В январе 2018 года подписал контракт с клубом Лиги 1 «Страсбур», сумма трансфера составила 200 тысяч евро. Моатаз дебютировал за новый клуб 19 августа 2018 года, в матче Лиги 1 против «Сент-Этьена».
Тунисец оказался в центре внимания СМИ. После того, как в январе 2019 года, во время матча Кубка Франции между «Страсбуром» и «Пари Сен-Жермен», в стычке с футболистом «Пари Сен-Жермен» Неймаром нанёс тому травму лодыжки.
В январе 2020 года, не сумев пробиться в основной состав «эльзасцев», футболист был отдан в аренду обратно в свой бывший клуб «Клуб Африкен» до конца сезона 2019/20.
5 августа 2021 года Земземи подписал контракт с клубом Лиги 2 «Ньор».
20 июля 2024 года снова вернулся в «Клуб Африкен», подписав полноценный контракт до 2026 года.

## Национальная сборная
Земземи дебютировал за основную сборную Туниса 7 июня 2019 года, в товарищеском матче против Ирака, ранее выступал за сборные до 21 года и до 23 лет.